# Микільська волость (Ізюмський повіт)
Микільська волость — історична адміністративно-територіальна одиниця Ізюмського повіту Харківської губернії з центром у селі Микільське.
Станом на 1885 рік складалася з 5 поселень, 10 сільських громад. Населення — 1928 осіб (993 чоловічої статі та 935 — жіночої), 295 дворових господарств.
|                     | Площа, десятин | У тому числі орної, дес. |
| ------------------- | -------------- | ------------------------ |
| Сільських громад    | 1285           | 708                      |
| Приватної власності | 5842           | 1556                     |
| Іншої власності     | 33             | 27                       |
| Загалом             | 7160           | 2291                     |

Основне поселення волості:
- Микільське — колишнє власницьке село при річці Гола Долина за 33 версти від повітового міста, 761 особа, 129 дворових господарств, православна церква, лавка.

Найбільші поселення волості станом на 1914 рік:
- село Билбасівка — 4355 мешканців;
- село Знам'янське — 2434 мешканці;
- село Хрестище — 2628 мешканців.

Старшиною волості був Юхим Микитович Кисіль, волосним писарем — Сергій Тимофійович Чаговець, головою волосного суду — Петро Стефанович Панюхно.